# Nils Skoglund
Nils Skoglund, detto Niklas (Stoccolma, 15 agosto 1906 – Stoccolma, 1º gennaio 1980), è stato un tuffatore e pallanuotista svedese.
Ha rappresentato la Svezia ai Giochi olimpici di Anversa 1920 vincendo la medaglia d'argento nel concorso della piattaforma alta all'età di soli 14 anni. In seguito è divenuto pallanuotista per la Stockholms KK.
Suo fratello Erik è stato nuotatore ed ha partecipato alle competizioni olimpiche di Parigi 1924 nei 100 m dorso, mentre suo fratello Gunnar è stato attore, sceneggiatore e regista.

## Palmarès
- Giochi olimpici
- Anversa 1920: argento nella piattaforma alta